# ویچمن ۷۱۰۳
سیارک ۷۱۰۳ (به انگلیسی: 7103 Wichmann، نامگذاری:1953GH) هفت هزار و صد و سومین سیارک کشف شده‌است که در ۷ آوریل ۱۹۵۳ و در هایدلبرگ کشف شد.